# OStatus
OStatus (ursprünglicher Name des Projekts: OpenMicroBlogging) ist ein offenes Protokoll, über das Mikroblogging-Dienste dezentral miteinander kommunizieren können. Die einzelnen OpenMicroBlogging-Dienste kommunizieren hierbei über die OAuth- und Yadis-Protokolle miteinander, so dass es dem Nutzer möglich ist, auch Nachrichten von anderen Diensten zu abonnieren.

## Geschichte
Die OpenMicroBlogging-Spezifikation wurde am 7. Juni 2008 von Evan Prodromou veröffentlicht, dem
Entwickler der freien Referenzimplementierung StatusNet (damals Laconica) und Betreiber der bis Juli 2013 darauf basierenden Plattform identi.ca. Auch der Dienst TodaysMama Connect und Leo Laportes Twit Army nutzen Laconica.
Seit März 2009 weist die Suche bei identi.ca Benutzerkonten bei Twit Army nach. Es ist möglich, Nachrichten von Benutzern bei Twit Army über einen Account bei identi.ca zu abonnieren. Seit April 2009 gibt es Floss.pro, einen weiteren Dienst, der ebenfalls auf Laconica basiert.
Eine weitere Implementierung des OpenMicroBlogging-Protokolls ist die Software OpenMicroBlogger.
Seit März 2010 wird das Projekt unter dem Namen OStatus weitergeführt. Das Protokoll ist mittlerweile ganz oder teilweise von Google Buzz, StatusNet, Friendica, WordPress.com und Tumblr implementiert worden.